# Salidat Qajyrbekowa
Salidat Sekenqysy Qajyrbekowa (kasachisch Салидат Зекенқызы Қайырбекова, russisch Салидат Зикеновна Каирбекова/Salidat Sikenowna Kairbekowa; * 1. August 1961 im Gebiet Qaraghandy; † 3. Juli 2016 in Astana) war eine kasachische Ärztin und Politikerin. Qajyrbekowa war von Oktober 2010 bis August 2014 Gesundheitsministerin Kasachstans.

## Leben
Salidat Qajyrbekowa wurde 1961 im Gebiet Qaraghandy geboren. 1984 schloss sie ein Studium an der Staatlichen Medizinischen Akademie in Karaganda ab und arbeitete anschließend als Neurologin in verschiedenen medizinischen Einrichtungen in der Region Karaganda. Von 1998 bis 2001 war sie als Leiterin der Gesundheitsabteilung der Regionalregierung zuständig für die Organisation der medizinischen Versorgung im Oblast Karaganda. Zwischen 2001 und 2006 forschte sie an der Fakultät für öffentliche Gesundheit und Gesundheitsmanagement an der staatlichen medizinischen Akademie Kasachstans, an der sie von 2004 an auch die Position eines Prorektors innehatte.
2004 bekam Qajyrbekowa eine Stelle in der Präsidialverwaltung. Am 4. Dezember 2008 wechselte sie ins Gesundheitsministerium, wo sie Vorsitzende eines Begleitausschusses wurde. Am 5. November 2009 wurde sie Vorsitzende des Ausschusses für die Zahlung von medizinischen Leistungen und ab dem 23. April 2010 war sie zudem stellvertretende Gesundheitsministerin. Am 7. Oktober 2010 wurde Qajyrbekowa durch den kasachischen Präsidenten Nursultan Nasarbajew zur Gesundheitsministerin ernannt. Im Zuge einer Reorganisation des Ministeriums musste sie ihren Posten am 6. August 2014 verlassen, wurde aber wenig später erneut stellvertretende Ministerin des umbenannten Ministeriums für Gesundheit und soziale Entwicklung der Republik Kasachstan. Vom 13. Oktober 2015 an leitete sie die Nationale Medizinholding (Национальный медицинский холдинг) des Landes.
Qajyrbekowa starb am 3. Juli 2016 an den Folgen eines Schlaganfalls.